# درخشنده پیشانی‌بنفش
درخشنده پیشانی‌بنفش (نام علمی: Heliodoxa leadbeateri) نام یک گونه از سرده خورشیدرخشان‌ها است.